# Ambassis ambassis
Ambassis ambassis is een straalvinnige vissensoort uit de familie van Aziatische glasbaarzen (Ambassidae). De wetenschappelijke naam van de soort is voor het eerst geldig gepubliceerd in 1802 door Lacepède.
De soort staat op de Rode Lijst van de IUCN als niet bedreigd, beoordelingsjaar 2010.

## Synoniemen
- Ambassis klunzingeri Steindachner, 1881
- Ambassis urotaenia (non Bleeker, 1852)
- Ambassis commersonii Cuvier, 1828
- Chanda commersonii (Cuvier, 1828)
- Ambassis commersoni Cuvier, 1828
- Aspro ambassis (Lacepède, 1802)
- Centropomus ambassis Lacepède, 1802
- Ambassis productus Guichenot, 1866